# Plantago barbata
Plantago barbata är en grobladsväxtart. Plantago barbata ingår i släktet kämpar, och familjen grobladsväxter.

## Underarter
Arten delas in i följande underarter:
- P. b. austroandina
- P. b. barbata
- P. b. gigantea
- P. b. monanthos
- P. b. muscoides